# Dezső Laky

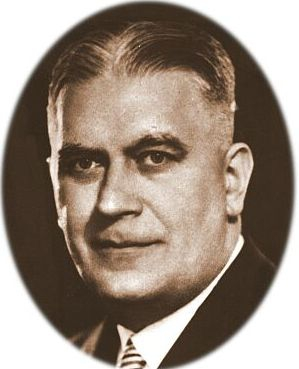
Dezső Laky, 1930

Dezső Laky von Alistál (* 1. Februar 1887 in Csurgó, Komitat Somogy, Österreich-Ungarn; † 30. Juni 1962 in Budapest) war ein ungarischer Statistiker, Hochschullehrer und Minister.

## Leben
Ab 1907 war er als Beamter des k.u. Handelsministeriums im Zentralen Statistikbüro Ungarns tätig und wurde dort 1919 Sektionsrat. 1918 wurde er an der Universität in Pozsony Privatdozent für Bevölkerungsstatistik und war ab 1921 in Szeged und von 1926 bis 1950 an der Technischen Universität in Budapest Dozent für Statistik und Wirtschaftspolitik. Ab 1939 war er Parlamentsabgeordneter der Ungarischen Partei des Lebens (ung. Magyar Élet Pártja) für den Wahlkreis Csurgó. Von 17. Dezember 1940 bis 15. September 1941 war er in den Kabinetten von Pál Teleki und László Bárdossy Minister ohne Geschäftsbereich für öffentliche Versorgung. Nach der Besetzung Ungarns durch Deutschland im März 1944, wurde Laky von der Gestapo verhaftet und ins KZ Lanzendorf (Maria-Lanzendorf), ein Außenlager des KZ Mauthausen, deportiert und später in das Budapester Gestapo-Gefängnis verlegt.
Nach dem Zweiten Weltkrieg war er bis zu seiner Zwangspensionierung im Jahr 1948 erneut Dozent für Statistik an der Péter-Pázmány-Universität. 1951 wurde er zusammen mit seiner Familie von den Kommunisten nach Egyek (Komitat Hajdú-Bihar) zwangsumgesiedelt, wo er für die örtlichen Wasserwerke Gräben ausheben und Schilf schneiden musste. Im selben Jahr wurde ihm die Rente gestrichen und sein Besitz beschlagnahmt. Von 1953 bis 1958 lebte er von Gelegenheitsarbeiten.